# مراد يلدرم (لاعب كرة قدم)
مراد يلدرم (بالتركية: Murat Yıldırım)‏ هو لاعب كرة قدم تركي في مركز الوسط، ولد في 18 مايو 1987 في جوروم في تركيا. شارك مع منتخب تركيا تحت 19 سنة لكرة القدم. أما مع النوادي، فقد لعب مع أياكس أمستردام وبورصة سبور وسامسون سبور وغازي عنتاب بي.بي.كي وقيصري إيرسيسبور.

## وصلات خارجية
- مراد يلدرم (لاعب كرة قدم) على موقع الاتحاد الأوربي (الإنجليزية)
- مراد يلدرم (لاعب كرة قدم) على موقع اتحاد تركيا (لاعب) (الإنجليزية)
- مراد يلدرم (لاعب كرة قدم) على موقع قاعدة بيانات كرة القدم.إي يو (الإنجليزية)
- مراد يلدرم (لاعب كرة قدم) على موقع Soccerway.com (الإنجليزية)
- مراد يلدرم (لاعب كرة قدم) على موقع عالم كرة القدم.نت (الإنجليزية)